# Pinus patula
Espèce
Classification phylogénétique
Statut de conservation UICN

 LC  : Préoccupation mineure
Pinus patula est une espèce de pin originaire du Mexique pouvant atteindre 30 m, voire 40 m de haut.